# Nu dagens sol i glans och prakt
Nu dagens sol i glans och prakt är en psalm av Christian Scriver från cirka 1671 som översattes av Johan Alfred Eklund för psalmboksförslaget 1911, då med anslaget "Den kära sol i glans och prakt". Melodin är en tonsättning av Oscar Blom från 1916.
Eklunds texter blev fria för publicering 2015.

## Publicerad som
- Nr 649 i Nya psalmer 1921, tillägget till 1819 års psalmbok under rubriken "Tidens skiften: Morgon och aftonpsalmer: Aftonpsalmer".
- Nr 446 i 1937 års psalmbok under rubriken "Afton".